# Messmittel
Ein Messmittel ist gemäß der Norm DIN 1319-2 ein Messgerät, eine Messeinrichtung, ein Normal, ein Hilfsmittel oder Referenzmaterial, das bzw. die zur Ausführung einer Aufgabe in der Messtechnik notwendig ist. Geräte zum Zählen (z. B. in der digitalen Messtechnik), zur Kalibrierung, Justierung oder Prüfung sind ebenfalls Messmittel. Zu den Hilfsmitteln zählen auch begleitende Dokumente oder Programme.
Die Qualität der Messmittel wird durch regelmäßige Messmittelüberwachung sichergestellt.
Messmittel für Prüfungen werden auch als Prüfmittel bezeichnet.

## Merkmale
Nachfolgend wird der Begriff Messgerät als Sammelbegriff für Messgerät, Messeinrichtung, Maßverkörperung und Normal verwendet. Dafür sind als Merkmale zu beachten (gemäß):
1. Messbereich
2. Statisches Verhalten: Siehe Kennlinie, Empfindlichkeit
3. Dynamisches Verhalten bei einer sprunghaften Änderung des Wertes der Eingangsgröße: Einstelldauer: Die nach der Änderung verstreichende Zeit, bis der Wert der Ausgangsgröße dauerhaft innerhalb vorgegebener Grenzen bleibt; siehe auch Sprungantwort.
4. Ansprechschwelle
5. Auflösung: Siehe Auflösung (Physik), Auflösung (Digitaltechnik)
6. Hysterese: Merkmal eines Messgerätes, das darin besteht, dass der Wert der Ausgangsgröße, der sich zu einem bestimmten Wert der Eingangsgröße einstellt, von vorhergehenden Werten der Eingangsgröße abhängt.
7. Rückwirkung
8. Drift: Langsame Veränderung des Wertes eines messtechnischen Merkmals eines Messgerätes.
9. Messgeräteabweichung
10. Fehlergrenzen